# Raimoon Edizioni Musicali
La Raimoon Edizioni Musicali è una casa discografica italiana fondata da Maurizio Raimo nel 2006.
L'etichetta distribuisce a livello nazionale con artisti come: Lola Ponce, Giò Di Tonno, Giulia Luzi.